# Vila Medičejcev, Rim
Villa Medici (italijanska izgovorjava: [ˈvilla ˈmɛːditʃi]) ali vila Medičejcev je manieristična vila in arhitekturni kompleks z vrtom, ki meji na večje vrtove Borghese, na hribu Pincian poleg Trinità dei Monti v Rimu v Italiji. V vili Medici, ki jo je ustanovil Ferdinando I. Medičejski, veliki vojvoda Toskane in je zdaj last francoske države, je od leta 1803 nastanjena Francoska akademija v Rimu.
Glasbeni prizor njenih vrtnih vodnjakov je v  Respighijevi simfonični pesnitvi Rimski vodnjaki.

## Zgodovina
V antičnih časih je bilo mesto vile Medičejcev del vrtov Lukula, ki so prešli v roke cesarske družine z Messalino, ki je bila v vili umorjena.
Leta 1564, ko so nečaki kardinala Giovannija Riccija iz Montepulciana pridobili posest, so jo dolgo namenili vinogradništvu. Edino stanovanje je bila Casina – paviljon kardinala Marcella Crescenzija, ki je tukaj vzdrževal vinograd in začel izboljševati vilo pod vodstvom Florentinca Nannija Lippija, ki pa je umrl, preden je delo prišlo daleč. Novi lastniki so naročili Annibale Lippiju, sinu pokojnega arhitekta, da nadaljuje z delom. Posegi Michelangela so tradicija.
Leta 1576 je nepremičnino kupil kardinal Ferdinando I. Medičejski, ki je dokončal strukturo po načrtih Bartolomea Ammanatija. Vila Medičejcev je postala prva med posestmi Medičejcev v Rimu, ki je nameravala konkretno izraziti njihov vzpon med italijanskimi knezi in potrditi njihovo stalno prisotnost v Rimu. Po kardinalovem vztrajanju je Ammanati v oblikovanje vključil rimske reliefe in kipe, ki so prihajali na ogled iz skoraj vsakega dela prostrane dežele, zaradi česar so fasade vile, kakršna je zdaj, postale virtualni muzej na prostem. Niz velikih vrtov je spominjal na botanične vrtove, ki jih je v Pisi in Firencah ustvaril kardinalov oče Cosimo I. Medičejski, zaščitene v nasadih borovcev, cipres in hrastov. Ferdinando I. Medičejski je imel severovzhodno od vrta nad Avrelijanovim zidom zgrajen studiolo, zatočišče za študij in razmišljanje. Zdaj te sobe gledajo na vrtove Borghese, prej pa so imele pogled na rimsko podeželje. Ti dve sobi je šele leta 1985 odkrila restavratorka Geraldine Albers: prekrito beljenje je zaščitilo in ohranilo vrhunsko fresko, ki jo je izdelal Jacopo Zucchi 1576 in 1577.
Med presenetljivo zbirko rimskih skulptur v vili je bilo okoli stosedemdeset kosov, kupljenih iz dveh rimskih zbirk, ki sta se združili s poroko, zbirk Capranica in della Valle. Grafiko, ki podrobno opisuje postavitev kipov pred letom 1562, je dokumentiral Galassi Alghisi. Tri dela, ki so prispela v vilo Medičejcev pod vodstvom kardinala Fernanda, so uvrščena med najbolj znana v mestu: skupina Niobe in Rokoborca, oba odkrita leta 1583 in jih je kardinal Ferdinando takoj kupil, ter Arrotino. Ko je leta 1587 kardinal uspel kot veliki vojvoda Toskane, njegov starejši brat pa je umrl, se je zadovoljil z mavčnimi kopijami svoje skupine Niobe, pri čemer je v celoti vedel o prestižu, ki so ga Medičejci dosegli z ohranitvijo tako veličastne zbirke v evropskem mestu katerih pomen je daleč presegel pomen njihovega lastnega kapitala. Medičejski levi so bili dokončani leta 1598 in v zbirko pri vili je vstopila Medičejska vaza, ki ji je sledila Medičejska Venera do leta 1630; Medičejske skulpture so bile odpeljane v Firence šele v 18. stoletju. Nato so starine iz vile Medičejcev tvorile jedro zbirke starin v Uffiziju, Firence pa so začele nastopati na seznamu Evropejcev na Grand Tour.
Vodnjak pred vilo je oblikovan iz vaze iz rdečega granita iz antičnega Rima. Zasnoval ga je Annibale Lippi leta 1589. Pogled z vile, ki gleda na fontano v smeri proti svetemu Petru v daljavi, je bil precejkrat naslikan, vendar so drevesa v ospredju zdaj zakrila pogled.
Tako kot vila Borghese, na katero meji, so bili vrtovi vile veliko bolj dostopni kot palače, kot je palača Farnese v osrčju mesta. Stoletje in pol je bila vila Medičejcev ena najelegantnejših in najbolj posvetnih okolic v Rimu, sedež veleposlaništva velikih vojvod pri Svetem sedežu. Ko je moška linija Medičejcev leta 1737 izginila, je vila prešla v rodbino Lorraine in za kratek čas v času Napoleona v kraljestvo Etruria. Na ta način je Napoleon Bonaparte prišel v posest vile, ki jo je prenesel na Francosko akademijo v Rimu. Kasneje je v njem gostil zmagovalce prestižne Prix de Rome (francoska štipendija za študente umetnosti, sprva za slikarje in kiparje, ki je bila ustanovljena leta 1663 v času vladavine Ludvika XIV.) pod uglednimi vodji, vključno z Ingresom in Balthusom, dokler niso nagrado leta 1968 ukinili.
Leta 1656 naj bi švedska kraljica Kristina izstrelila enega od topov na vrhu Angelskega gradu, ne da bi ga najprej namerila. Svobodna krogla je zadela vilo in uničila eno od florentinskih lilij, ki so okrasile fasado.

## Francoska akademija v Rimu
Leta 1803 je Napoleon Bonaparte francosko akademijo v Rimu preselil v vilo Medičejcev z namenom ohraniti ustanovo, ki je bila nekoč ogrožena zaradi francoske revolucije. Vila in njeni vrtovi so bili sprva v žalostnem stanju, zato so jih morali prenoviti, da bi lahko nastanili zmagovalce nagrad Prix de Rome. Na ta način je upal, da bo mladim francoskim umetnikom ohranil priložnost, da si ogledajo in kopirajo mojstrovine antike in renesanse. Mladi arhitekt Auguste-Henri-Victor Grandjean de Montigny se je lotil prenove.
Tekmovanje je bilo prekinjeno med prvo svetovno vojno, Benito Mussolini pa je vilo leta 1941 zaplenil, zaradi česar se je Francoska akademija v Rimu do leta 1945 umaknila. Tekmovanje in Prix de Rome je leta 1968 odpravil André Malraux. Académie des Beaux-Arts v Parizu in Institut de France sta nato izgubila skrbništvo nad vilo Medičejcev v korist ministrstva za kulturo in francoske države.
Od takrat dalje gojenci niso več pripadali samo tradicionalnim disciplinam (slikarstvo, kiparstvo, arhitektura, graviranje kovin, graviranje na dragi kamen, glasbena kompozicija itd.), ampak tudi novim ali prej zanemarjenim umetniškim področjem (umetnostna zgodovina, arheologija, literatura, scenografija, fotografija, film, video, restavriranje, pisanje in celo kuhanje.) Umetnike ne zaposluje več natečaj, ampak prijava, njihovo bivanje pa se običajno giblje od šest do osemnajst mesecev.
Med letoma 1961 in 1967 je umetnik Balthus, ki je bil takrat na čelu Akademije, izvedel obsežno obnovitveno kampanjo palače in njenih vrtov ter jim zagotovil sodobno opremo. Balthus je sodeloval v vseh fazah gradnje. Tam, kjer je zgodovinski dekor izginil, je Balthus predlagal osebne alternative. Izumil je dekor, ki je bil poklon preteklosti in hkrati radikalno sodoben: Skrivnostni melanholični dekor, ki ga je ustvaril za vilo, je postal zgodovinski in je bil leta 2016 v pomembni restavratorski kampanji. Delo se je nadaljevalo pod vodstvom prejšnjega direktorja Richarda Peduzzija, Vila Medičejcev pa je nadaljevala z organizacijo razstav in predstav, ki so jih ustvarili njeni umetniki.
Akademija nadaljuje s programom vabljenja mladih umetnikov, ki prejemajo štipendijo, da dvanajst mesecev preživijo v Rimu in razstavijo svoja dela. Ti umetniki so znani kot pensionnaires. Francoska beseda pension se nanaša na sobo in hrano, ki ga prejmejo na splošno mladi in obetavni umetniki. Vila Medičejcev gosti številne sobe za goste, in če jih ne uporabljajo umetniki ali drugi uradni gostje, so odprte za širšo javnost.

## Arhitekturni vpliv
Več vil svoj slog temelji na vili Medičejcev. Arhitekt Edward Lippincott Tilton je leta 1893 zasnoval hotel Colorado v Glenwood Springsu v Koloradu. Filantrop James H. Dooley je imel leta 1912 zgrajen dvorec Swannanoa na Rockfish Gapu v Virginiji. Arhitekturno podjetje v New Yorku, Schultze in Weaver, je oblikovalo model Breakers Hotel v Palm Beachu na Floridi po vili za drugo rekonstrukcijo hotela, ki je potekala med letoma 1925 in 1926.
Marmorni Medičejski levi po stopnicah na dvorišče so služili kot navdih za bronaste leve Bernarda Foucqueta v Lejonbackenu (levo pobočje) na severni strani kraljeve palače v Stockholmu v letih 1700–1704.